# Acacia alata
Acacia alata es un arbusto perteneciente a la familia Fabaceae, de flores color blanco-crema o amarillo oro, agrupadas en panículas. Como en la mayoría de las especies del género Acacia, sus ramas son espinosas.

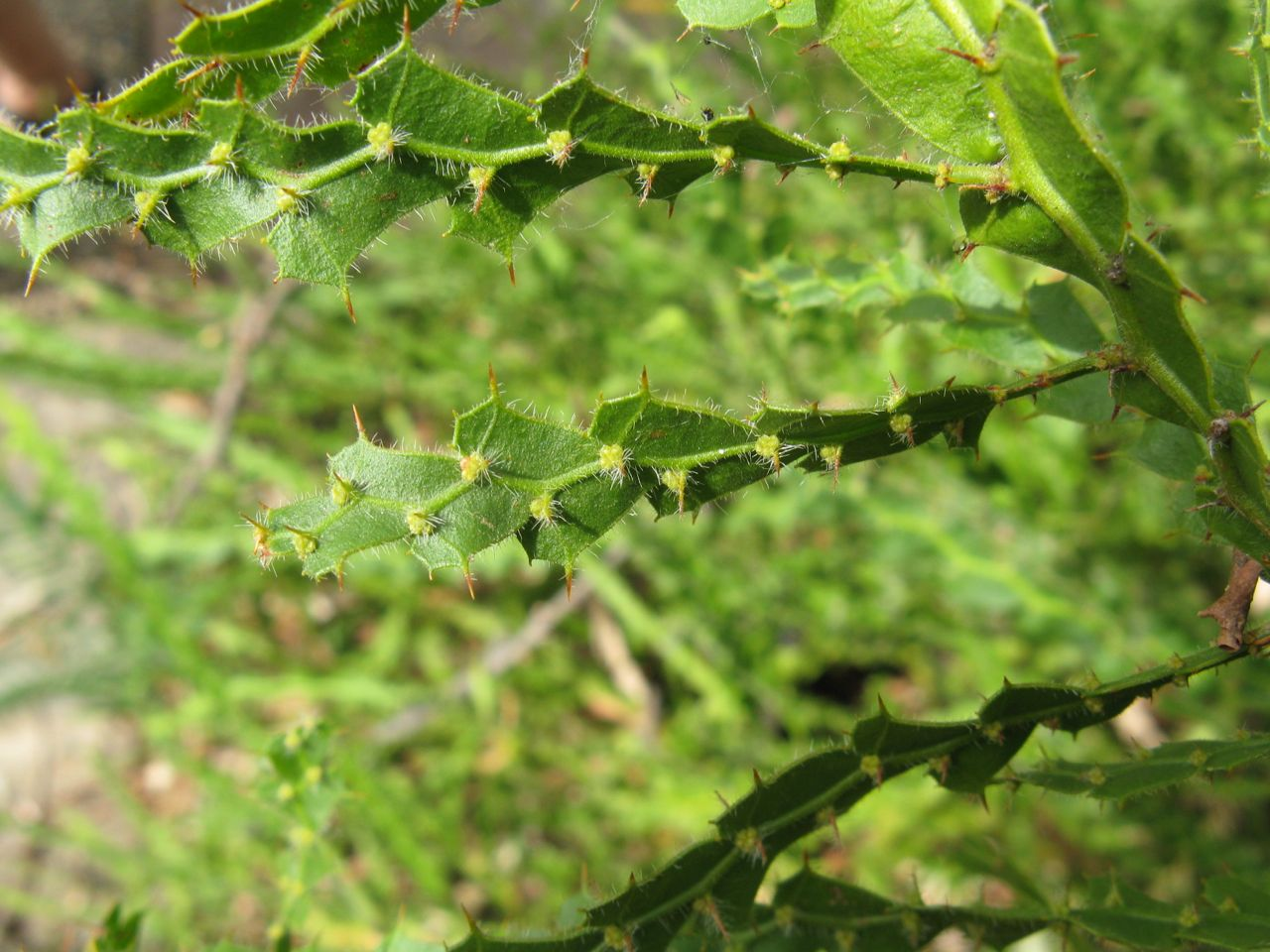
Detalle de las hojas

## Descripción
Acacia alata es un arbusto grande, multi-ramificada, resistente a las heladas, que alcanza un tamaño de 2,10 m de altura y 1 m de diámetro, distribuidos en Australia Occidental. Crece en una variedad de suelos: zonas cercanas a ríos, colinas rocosas, salinas y pisos de barro. Sus ramillas a menudo se doblan alternativamente en diferentes direcciones.
Los  pecíolos modificados se reducen en tamaño y dan la impresión de pencas (ramas que se asemejan a las hojas). Las alas de estos peciolos son por lo general de 2-20 mm de ancho y 5-70 mm de largo. 
La inflorescencia es simple en su mayoría con dos flores por axila, pero a veces se presenta en racimos. Las cabezas globulares contienen de 4 a 15 flores. Estas flores pueden ser de color blanco, crema o amarillo oro. Se prefiere la última forma de la flor para el cultivo.

## Taxonomía
Acacia alata fue descrita por Robert Brown y publicado en Hortus Kewensis; or, a catalogue . . . 5: 464. 1789.
Etimología
Ver: Acacia
alata: epíteto latino que significa "alada".
Variedades
- Acacia alata var. platyptera (Lindl.)Meisn.

Sinonimia
- Acacia alata R. Br. var. genuina Meissner
- Acacia alata R. Br. var. glabrata Seem.
- Acacia uniglandulosa Seem. & J.A. Schmidt
- Mimosa alata (R. Br.) Poir.
- Phyllodoce alata (R. Br.) Link